# Relaciones Costa Rica-República Dominicana
Las relaciones Costa Rica-República Dominicana se refieren a las relaciones internacionales que existen entre Costa Rica y República Dominicana.
Históricamente, ambos países formaban parte del Imperio español hasta principios del siglo XIX. Hoy en día, ambos países son miembros de pleno derecho del Grupo de Río, de la Unión Latina, de la Asociación de Academias de la Lengua Española, de la Organización de Estados Americanos, Organización de Estados Iberoamericanos, de la Comunidad de Estados Latinoamericanos y del Caribe y del Grupo de los 77.

## Historia
Las relaciones entre Costa Rica y la República Dominicana se iniciaron en 1876 mediante el intercambio de notas autógrafas entre los respectivos gobernantes. El primer agente consular de Costa Rica en la República Dominicana fue José María Giordani, nombrado Cónsul General honorario en Santo Domingo en 1900. Por su parte, la República Dominicana acreditó a David M. Chumaceiro como Cónsul en Costa Rica en 1906. El primer agente diplomático dominicano en Costa Rica fue Rafael César Tolentino, acreditado como ministro plenipotenciario en 1940. El primer agente diplomático costarricense en la República Dominica fue Enrique Fonseca Zúñiga, nombrado como ministro plenipotenciario concurrente en 1945, cuando era embajador en Panamá. En 1946 le sucedió como concurrente el señor Francisco de Paula Gutiérrez Ross, Embajador en los Estados Unidos, hasta 1948. En 1953 el embajador en Cuba, Víctor Manuel de la Guardia Tinoco, fue nombrado como ministro plenipotenciario concurrente, pero renunció a fines de ese mismo año.

## Transporte
Hay vuelos directos entre ambas naciones con AraJet.

## Relaciones diplomáticas
- Costa Rica tiene una embajada en Santo Domingo.[2]
- República Dominicana tiene una embajada en San José.[3]